# Чудова дівчина
«Чудова дівчина» (англ. The Miracle Woman) — фільм режисера Френка Капри, що вийшов на екрани в 1931 році. Екранізація п'єси Джона Мієна та Роберта Рискіна «Благослови тебе Бог, сестра» (англ. Bless You Sister).

## Сюжет
Флоренс Феллон — дочка священика, який багато років прослужив на благо своєї парафії, проте став жертвою інтриг і був замінений молодшим кандидатом. Не в змозі пережити такої несправедливості, старий вмирає, що наводить Флоренс на гнів. Прямо під час служби вона звинувачує присутніх у тому, що вони нічого не зробили заради свого пастора, і викриває їх у лицемірстві, байдужості та користолюбстві. Спритний ділок Боб Хорнсбі, який випадково опинився в церкві, захоплюється палкістю і красномовством дівчини і пропонує їй виступати з проповідями. Флоренс, розчарована у релігії та житті загалом, погоджується. Через деякий час її шоу, що включають постановочні дива, стають дуже популярними. Одного разу на однієї з вистав з'являється молодий чоловік на ім'я Джон Карсон, який втратив зір під час війни. Заінтригований голосом молодої проповідниці, він вирішує познайомитися з нею.

## У ролях
- Барбара Стенвік — Флоренс Феллон
- Девід Меннерс — Джон Карсон
- Сем Харді — Боб Хорнсбі
- Беріл Мерсер — місіс Хіггінс
- Расселл Хоптон — Білл Велфорд
- Чарльз Міддлтон — Сімпсон.
- Едді Боланд — Коллінз
- Тельма Хілл — Гассі